# Reza Mohammadi Langroudi
Reza Mohammadi Langroudi (perski. رضا محمدی لنگرودی; ur. 3 sierpnia 1928 w Langarud, zm. 7 marca 2020 tamże) – irański duchowny imamizmu w randze Ajatollaha. Pełnił funkcję przedstawiciela najwyższego irańskiego przywódcy Alego Chameneia w mieście Langarud. Podczas Rewolucji Islamskiej w 1979 odegrał wpływową rolę w marszach. Był tymczasowym imamem modlitwy piątkowej w Langarudzie i Amlaszu. 
Reza Mohammadi Langroudi był uczniem Hosseina Borujerdiego, Ruhollaha Chomejniego i Mohammada-Taqi Bahjata Foumaniego. 
Langroudi zmarł 7 marca 2020 na COVID-19 w wieku 91 lat. 